# Bitwa nad Almą (1918)
Bitwa nad Almą – starcie zbrojne pomiędzy siłami Krymskiej Republiki Ludowej a oddziałami bolszewickimi Rosyjskiej Republiki Radzieckiej, mające miejsce 13?/26 stycznia 1918.

## Tło wydarzeń
25 listopada 1917 roku w Bakczysaraju Tatarzy krymscy zgrupowani w Komitecie Wykonawczym i Kongresie Tatarskim powołali kurułtaj (Konstytuantę) i proklamowali niepodległość Krymskiej Republiki Ludowej. Tatarzy stanowili jedynie 25% ludności Krymu, jednak ich świadomość narodowa i polityczna stała na wysokim poziomie. Przeciwko tym działaniom wystąpili miejscowi bolszewicy, którzy na Krymie, z racji braku ośrodków przemysłowych i robotników, cieszyli się popularnością jedynie wśród marynarzy z bazy Floty Czarnomorskiej w Sewastopolu. 
23 grudnia bolszewicy wprost wystąpili przeciwko Tatarom. Radziecki komisarz Bogdanow nakazał aresztowanie tatarskich przywódców, a Partia Komunistyczna zażądała podporządkowania się lokalnych sił wojskowych tamtejszym bolszewickim komisarzom.
Tatarzy dysponowali wówczas bardzo skromnymi siłami. Dysponowali pułkiem kawalerii (dowódcą był płk M. Petropolski) i pułkiem ułanów (płk. A. Biarslanowy) oraz pułkiem piechoty „Urjet” (por. J. Ablajew, od 23 grudnia – por. Nagajew). Trzeci pułk kawalerii, złożony z Greków i Rosjan zamieszkujących półwysep, był dopiero w fazie tworzenia. Ponadto sformowano batalion piechoty greckiej, oddział Żydów oraz roty ormiańską i polską. Od 24 grudnia czyniono starania nad sformowaniem baterii lekkiej artylerii. Uzupełnieniem tych sił było kilku zagranicznych lotników dowodzonych przez francuskiego płk. Montero. W sumie było to jednak tylko ok. 1000 żołnierzy. Mimo to siły tatarskie przystąpiły do rozbrajania znajdujących się na półwyspie oddziałów, które nie uznały zwierzchnictwa tatarskiego Dyrektoriatu – jednostek dawnej armii Imperium Rosyjskiego, zrewolucjonizowanych zbrojnych grup marynarzy oraz oddziałów opowiadających się za przynależnością Krymu do państwa ukraińskiego. Następnie Tatarzy skierowali się na Sewastopol. 10/23 stycznia 1918 r. odnieśli zwycięstwo w starciu z oddziałem marynarzy na terenie majątku hrabiego Mordwinowa nad rzeką Kaczą. Siły bolszewików i sympatyzujących z nimi anarchizujących marynarzy były jednak silniejsze i przystąpiły do marszu na Symferopol.
Nad rzeką Almą, 13/26 stycznia drogę napastnikom zastawił 1. Pułk Kawalerii w sile kilkuset ludzi. Przewaga radziecka była duża i pułk tatarski został rozgromiony przez czerwonogwardzistów z Sewastopola, w większości zrewolucjonizowanych marynarzy Floty Czarnomorskiej.
Rezultatem bitwy było opanowanie przez bolszewików całego półwyspu. Jeszcze 13/26 stycznia marynarze wkroczyli do Symferopola, gdzie doszło do masowych rozstrzeliwań tatarskich działaczy narodowych i oficerów armii carskiej. 18 marca proklamowano powstanie Radzieckiej Socjalistycznej Republiki Taurydy, której kres położyły: prowadzona od 18 kwietnia ofensywa armii Ukraińskiej Republiki Ludowej oraz wkroczenie na Krym wojsk niemieckich (wypełniających zapisy Traktatu brzeskiego). Wskutek tych wydarzeń czasowo przywrócone zostało funkcjonowanie Krymskiej Republiki Ludowej, na czele której Niemcy postawili Matwieja Sulkiewicza.